# Myrddin
Myrddin foi, provavelmente, um deus bretão, correspondente ao Zeus da mitologia bretã. Este deus, e vários outros do mesmo panteão, substituíram, na época em que se passam as histórias do Rei Artur, os velhos deuses do céu, da terra e do mundo subterrâneo. Estes deuses foram evemerizados nos herois das lendas do ciclo arturiano.

## Interpretação de Charles Squire
Segundo Charles Squire, Myrddin era o Zeus do panteão das lendas arturianas, que substituiu os antigos deuses. Nos romances normandos e frances, seu nome se tornou Merlim.
As evidências para sua posição proeminente são várias. O nome antigo da Grã-Bretanha, antes dela ser habitada, era Clas Myrddin, ou o cercado de Myrddin. Myrddin tinha uma esposa, que combinava características de Nuada e Lludd, descrita como a filha única de Coel, nome bretão do deus gaulês Camulus, deus da guerra e do céu. O nome desta esposa era Elen Lwyddawg, ou Elen, líder das hordas, e seu nome é preservado no País de Gales no nome de várias antigas estradas, como Fjordd Elen (estrada da Elen) e Sarn Elen (passagem da Elen), além de ser a fundadora da cidade de Carmarthen (Caer Myrddin) e da fortaleza de Arvon, identificada com o sítio próximo de Beddgelert chamado Dinas Emrys, ou a Vila de Emrys; Emrys é um dos nomes ou epítetos de Myrddin.
De acordo com o Professor Rhys, citado por Charles Squire, Myrddin era o deus adorado em Stonehenge. Dentre as evidências, parece apropriado que o supremo deus da luz e do céu fosse adorado em um templo sem teto e aberto para o Sol, o vento e a chuva. Geoffrey of Monmouth, em sua história que combina ficção com mitologia, atribui a construção de Stonehenge a Merlim. Diodoro Sículo chamava Stonehenge de um templo a Apolo, mas o que parece ser uma contradição pode ser porque os antigos celtas da Grã-Bretanha não faziam distinção entre o céu e do sol, porque o deus-sol, como um personagem distinto, parece ser um conceito tardio.
A história da prisão final de Merlim, no oeste, sob o mar, em uma ilha longínqua ou em uma floresta escura (há três versões da lenda) correspondem a uma versão mitológica do pôr do sol.
Quando o mito adquiriu sua forma final, em que Merlim fica preso na ilha Bardsay, esta fica no ponto mais a oeste de Caernarvonshire. Plutarco, citando o gramático Demétrico que havia visitado as ilhas britânicas, mencionou uma ilha localizada na costa onde Cronos estaria preso, vigiado por Briareu. Charles Squire identifica Cronos com a divindade do do céu e do sol, após sua queda e aprisionamento no oeste.